# 卡索內斯河

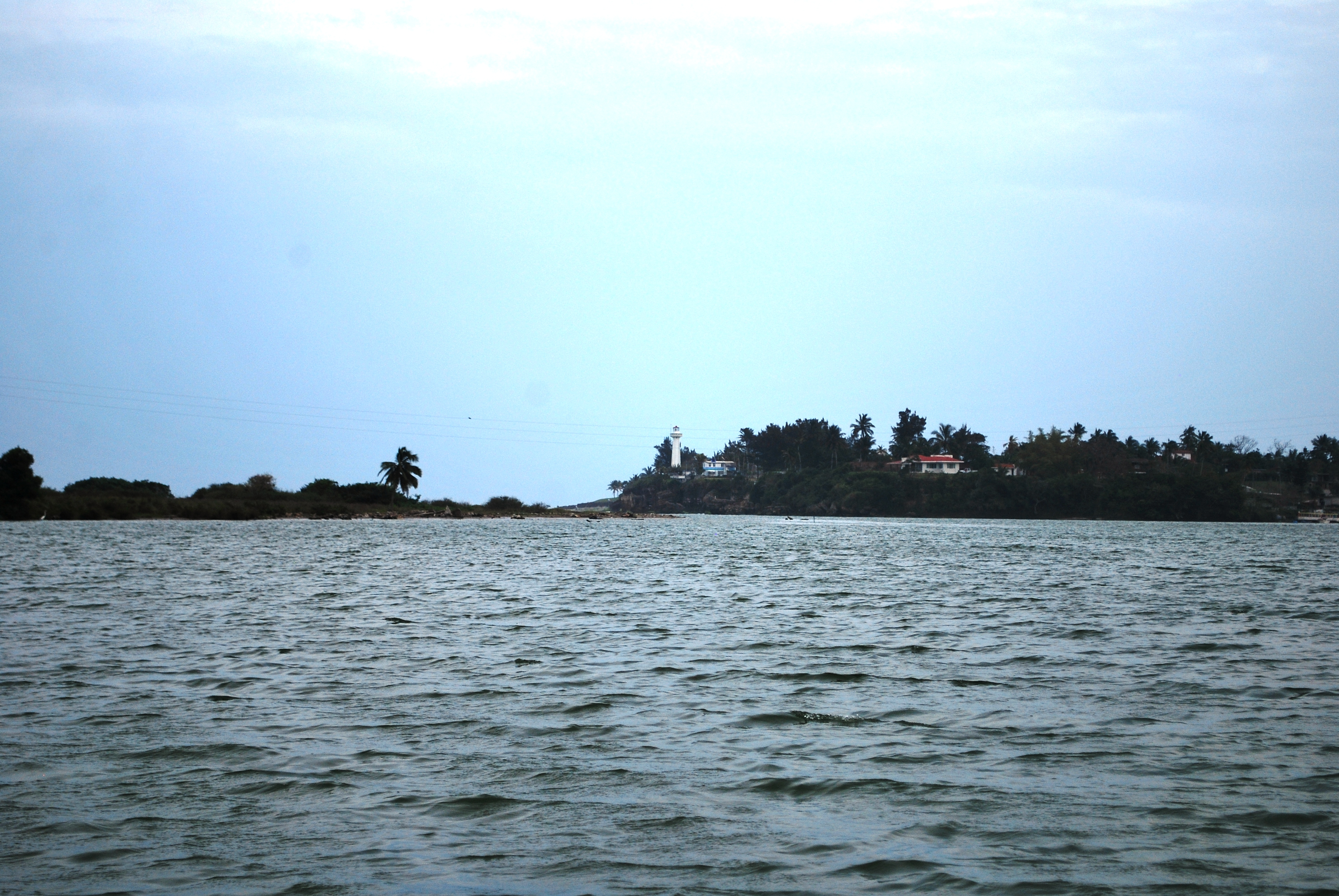

卡索內斯河是墨西哥的河流，河道全長145公里，流域面積2,668平方公里，發源自東馬德雷山脈，最終注入墨西哥灣，平均流量每秒40立方米。

## 外部連結
- Atlas of Mexico, 1975 (https://web.archive.org/web/20111107163257/http://www.lib.utexas.edu/maps/atlas_mexico/river_basins.jpg).